# Robert Kasela
Robert Kasela (* 24. Juli 1993) ist ein estnischer Badmintonspieler. 

## Karriere
Robert Kasela wurde 2012 erstmals nationaler Titelträger in Estland, wobei er im Herrendoppel mit Kristjan Kaljurand erfolgreich war. Ein Jahr später verteidigten beide den Titel.

## Sportliche Erfolge
| Saison | Veranstaltung                  | Disziplin    | Platz | Name                               |
| ------ | ------------------------------ | ------------ | ----- | ---------------------------------- |
| 2012   | Estland: Einzelmeisterschaften | Herrendoppel | 1     | Kristjan Kaljurand / Robert Kasela |
| 2013   | Estland: Einzelmeisterschaften | Herrendoppel | 1     | Kristjan Kaljurand / Robert Kasela |